# Palača Padmanabhapuram
Palača Padmanabhapuram, znana tudi kot palača Kalkulam, je palača iz obdobja Travancore v Padmanabhapuramu v okrožju Kanjakumari v indijski državi Tamil Nadu. Palača je v lasti, nadzoru in vzdrževanju vlade sosednje države Kerala. Padmanabhapuram je nekdanje glavno mesto nekdanjega hindujskega kraljestva Travancore. Je približno 20 km od Nagercoila, 39 km od mesta Kanjakumari in 52 km od Thiruvananthapurama v Kerali. Palača je znotraj zapletena s staro granitno trdnjavo, dolgo približno štiri kilometre. Stoji ob vznožju hribovja Veli, ki je del Zahodnih Gatov. V bližini teče reka Vali.
Druga palača, znana kot palača Kutalam, je v Kutalamu v okrožju Tenkasi v Tamil Naduju, ki je prav tako v lasti vlade Kerale. Je v okrožju Tenkasi v Tamil Nadu (pred državno reorganizacijo je okrožje Kanjakumari, Čenkotah Taluk, Tenkasi Taluk, vključno z območji Kutalam, pod nadzorom kraljestva Travancore v Kerali). Je v lasti, nadzoru in vzdrževanju vlade Kerale.

## Gradnja
Palačo je okoli leta 1601 zgradil Iravi Varma Kulasekhara Perumal, ki je vladal Venadu med letoma 1592 in 1609. Ustanovitelj sodobnega Travancoreja, kralj Anizham Thirunal Marthanda Varma (1706–1758), ki je vladal Travancoreju od leta 1729 do 1758, je okoli leta 1750 obnovil palačo Kralj Marthaanda Varma je kraljestvo posvetil svojemu družinskemu božanstvu Sree Padmanabhi, obliki Gospoda Višnuja, in je vladal kraljestvu kot Padmanabha dasa ali služabnik Gospoda Padmanabhe. Od tod tudi ime Padmanabhapuram ali Mesto Gospoda Padmanabhe. V poznem 18. stoletju, natanko leta 1795, so prestolnico Travancoreja preselili od tod v Thiruvananthapuram in kraj je izgubil nekdanjo slavo. Vendar pa je kompleks palače še vedno eden najboljših primerov tradicionalne keralske arhitekture, nekateri deli obsežnega kompleksa pa so tudi zaščitni znak tradicionalne arhitekture v keralskem slogu. Čeprav je palača v celoti obdana z državo Tamil Nadu, je še vedno del Kerale, zemljišče in palača pa pripadata vladi Kerale. To palačo vzdržuje vlada Arheološkega oddelka Kerale.

## Edinstvene sobe
Kompleks palače Padmanabhapuram je sestavljen iz več struktur:
- Mantrasala; dvorana kraljevega sveta
- Thai Kotaram, zgrajen pred letom 1550
- Nataksala; Dvorana za predstave
- Štirinadstropni dvorec v središču kompleksa
- tajski Kotaram; južna palača
- Indira Vilasom, gostišče zgrajeno za sprejem gostov in tujih visokih gostov

### Osrednji dvorec
Štirinadstropna stavba stoji v središču kompleksa palače. V pritličju je kraljeva zakladnica. V prvem nadstropju so kraljeve spalnice. Postelja je sestavljena iz 64 vrst zeliščnega in zdravilnega lesa in je bila darilo nizozemskih trgovcev. Večina sob tukaj in v drugih delih kompleksa palače ima v stenah vgrajene vdolbine za shranjevanje orožja, kot so meči in bodala. V drugem nadstropju so kraljeve sobe za počitek in študij. Tu je kralj preživljal čas med postnimi dnevi. Zgornje nadstropje (imenovano upirika malika) je služilo kot bogoslužna dvorana kraljevega gospodinjstva. Stene so pokrite z izvrstnimi freskami iz 18. stoletja, ki prikazujejo prizore iz puran in nekaj prizorov iz družabnega življenja Travancoreja tistega časa. V zgornjem nadstropju naj bi bila soba Sree Padmanabhe Svamija. Ta stavba je bila zgrajena v času vladavine kralja Marthandavarme. Imenovan je bil tudi kot Padmanabha Dasa in je vladal kraljestvu Travancore kot služabnik Sree Padmanabha Svamija.

### Južna palača
Južna palača je stara toliko kot tajski Kotaram (malajalamsko തായ് കൊട്ടാരം, dob. 'materina palača'), kar pomeni, da je stara okoli 400 let. Zdaj služi kot muzej dediščine, v katerem so razstavljeni starinski gospodinjski izdelki in zanimivosti. Zbirke predmetov dajejo vpogled v družbeni in kulturni etos tega obdobja.

### Upirika malika
Severozahodno od tajskega Kotarama je eden najbolj opaznih delov kraljevega kompleksa Upirika malika (malajalamsko ഉപ്പിരിക്ക മാളിക). Kompleks je leta 1745 zgradil kralj Anizham Thirunal Marthanda Varma. V pritličju te stavbe je bila kraljeva zakladnica. Nad to zakladnico je bila kraljeva spalnica, v kateri leži slavni Sapramanča Katil (malajalamsko സപ്രമഞ്ച കട്ടിൽ). Domnevno iz 64 lesov z zdravilnimi lastnostmi sestavlja to veliko posteljo. Stopnice iz kraljeve sobe vodijo njegove postne sobe, kjer je prebival kralj, ko se je postil v predanosti.

## Druge lastnosti
Kompleks palače Padamnabhapuram ima še nekaj zanimivih značilnosti:
- Palača stoji v bližini Thuckalaja v okrožju Kanjakumari v državi Tamil Nadu, vendar jo upravlja vlada države Kerala.
- Urni stolp v kompleksu palače ima 300 let staro uro, ki še vedno meri čas.
- Zdaj prazna velika dvorana, ki lahko sprejme okrog 1000 gostov in kjer so ob dobrih priložnostih prirejali slavnostne pogostitve.
- Skrivni prehod, ki je zdaj blokiran, skozi katerega bi lahko kralj, njegovi ožji družinski člani in njihovo spremstvo v primeru kakršne koli nuje pobegnili v drugo palačo, ki je nekaj kilometrov stran. Ime te palače je Čarotu Kotaram.
- Do kopališča, ki je zaradi zanemarjenosti in dolgoletne neuporabe izgubilo svojo svežino, vodijo stopnice.

Kompleks palače ima tudi del zanimivosti in več zanimivih predmetov:
- Celotna soba, polna starih kitajskih kozarcev, vse darila kitajskih trgovcev.
- Različno orožje (ki se je dejansko uporabljalo v vojskovanju), vključno z meči in bodali.
- Medeninaste svetilke, lesene in kamnite skulpture, raznoliko pohištvo in velika ogledala iz polirane kovine.
- Galerija slik, ki prikazujejo dogodke iz zgodovine Travancoreja.
- Lesena postelja, sestavljena iz do 64 lesenih kosov različnih debel zdravilnih dreves
- Postelja iz poliranega kamna, namenjena hladnemu učinku
- Stranišče in vodnjak

## Galerija
- Zunanja fasada
- Stranski pogled
- Pogled spredaj
- Palača in ribnik
- Kuthira Vilaku (stranski pogled)
- Kuthira Vilaku
- Navarathri mandapa - plesišče
- Soba za srečanja
- Urni stolp
- Kraljeva postelja
- Graviran lesen strop tajskega Kotarama